# Papež Janez III.
Janez III., rimski škof, (papež) rimskokatoliške Cerkve, * okrog 520 Rim (Bizantinsko cesarstvo) ; † 13. julij 574 Rim, (Bizantinsko cesarstvo).

## Življenjepis
Že nekaj dni po papež Pelagij I.Pelagijevi smrti so na papeški sedež izvolili odličnega Rimljana. Zgodovinar Evagrijporoča, da je bil sin plemenitega očeta Anastazija , ime mu je bilo pa poprej Katelin. Ta ugledni Rimljan iz plemenite rodovine je bil za papeža izvoljen sicer že marca, 561, vendar je moral čakati kar štiri mesece, preden je prišlo Justinijanovo potrdilo, da so ga lahko posvetili 17. julija. 
567 je privolil, da se vrne patricij Narses, ki je pa vodil Rimljane k uporu; zategadelj je papež živel dolgo časa v Pretekstatovih katakombah. Liber pontificalis piše o njem, da je Rimske katakombe zelo lepo obnovil .
Po njegovih prizadevanjih so nekatere zahodne pokrajinske Cerkve, ki so zaradi obsodbe Treh poglavij, zaradi nedoslednega ravnanja njegovega predhodnika Vigilija torej, pretrgale cerkvene povezanost z Rimom  - kot Milano, Ravena in latinska Afrika - spet vzpostavile edinost z Rimom; oglejski patriarhat pa je še dolgo vztrajal v razkolu. 
Pod Janezom III. je torej napredovalo pretresanje treh spornih poglavij in je bil mogoč napredek le zato, ker je v Bizancu 565 umrl samodržec cesar Justinijan, ki je z vmešavanjem v cerkvene zadeve povzročil cesarstvu nepopravljivo škodo in povzročil pravo versko zmedo.

### Langobardi in vojskovodja Narzes
S severa je pa grozila nova nevarnost. Ko so opustošili Panonijo in naše kraje, so 568 v severno Italijo pridrli takrat še poganski in arijanski Langobardi, tam ustanovili svoje kraljestvo Langobardijo (Lombardijo) in potem dve stoletji ogrožali tudi Rim.
Najpomembnejše dejanje tega papeža je bilo vsekakor povezano z velikim vojskovodjem Narzesom, o katerem Liber Pontificalis skrivnostno molči. Zaradi ženskih spletk na cesarskem dvoru je bil obdolžen veleizdaje in odpoklican iz Ravene nazaj v Carigrad ta edini mož, ki se je bil zmožen postaviti po robu prodirajočim Langobardom. Možno je sicer, da je Langobarde spodbudil k vpadu v Italijo on; vendar je bolj verjetno, da so navalili v deželo šele takrat, ko so slišali za njegov odpoklic. Papež se je zavedal, da je Narzes edino upanje Italije; zato ga je spremljal vse do Neaplja in ga pregovoril, naj se ne vrača v Konstantinopel. Vojskovodja mu je ustregel in se vrnil 571 z njim v Rim. Zdi se, da je bila bizantinska stranka le pretrd oreh. Da bi ne sodeloval pri medsebojnih spopadih, se je papež umaknil v katakombe, kjer je celo posvečeval duhovnike. 
Po Narzesovi smrti 572 se je papež vrnil v Lateransko palačo. Bivanje v katakombah ga je spodbudilo, da jih je temeljito obnovil.

### Določbe
- Kot ljubitelj in obnovitelj katakomb je določil, da naj se v eni od Rimskih katakomb opravlja vsako nedeljo sveta maša.
- Določil je kot pravilo pokopavanje mrličev znotraj rimskega mestnega obzidja.[7]
- Dokončal je rimsko baziliko v čast svetih apostolov Filipa in Jakoba, ki jo je začel graditi njegov predhodnik Pelagij, jo dal okrasiti s prekrasnimi mozaiki ter vanjo prenesti relikvije teh apostolov.

## Smrt in češčenje
Papež Janez III. je umrl 13. julija 574 v Rimu. Pokopan je tam, v baziliki sv. apostola Petra.